# Заблонський Костянтин Іванович
Костянтин Іванович Заблонський (18 червня 1915 — 22 листопада 2006) — доктор технічних наук, професор, ректор Одеського політехнічного інституту.

## Біографія
К. І. Заблонський народився 18 червня 1915 року на станції Христинівка Київської губернії у родині робітника — паровозного машиніста та домогосподарки.
В 1933 році закінчив Одеський машинобудівний технікум, отримавши кваліфікацію техніка-механіка. Працював майстром цеху й конструктором на механічному заводі № 5 в Московській області, конструктором в одеській  філії Державного інституту проектування автотранспортної промисловості, конструктором в бюро раціоналізації та винахідництва на одеському заводі імені П. Старостіна.
В 1940 році закінчив механічний факультет Одеського індустріального інституту. Був залишений асистентом на кафедрі деталей машин, вступив до аспірантури.
Під час фашистської навали солдатом — добровольцем пішов на фронт. Пройшов бойовий шлях від Одеси до Берліна. Демобілізований у званні старшого лейтенанта.
В 1946 році повернувся до інституту, в 1948 році закінчив аспірантуру і захистив кандидатську дисертацію «Питання жорстокості при розрахунку зубчатих передач великої потужності». В 1949 році був затверджений у вченому званні доцента.
З 1949 року працював  завідувачем кафедри прикладної механіки. З 1953 року працював заступником директора Одеського політехнічного інституту з навчальної роботи, а з 1958 року — заступником директора (проректором) з наукової роботи. В 1961—1969 роках очолював кафедру прикладної механіки Одеського політехнічного інституту, яка згодом стала опорною в Одесі та одною з провідних в Україні.
В 1965 році захистив дисертацію «Дослідження та розрахунок розподілу навантаження з зачепленнях зубчатих передач» і здобув науковий ступінь доктора технічних наук. Присвоєно вчене звання професора.
В 1969—1985 роках працював ректором Одеського політехнічного інституту.
В 1985—1988 роках був завідувачем  кафедри машинознавства, а з 1988 року — професором кафедри теоретичної механіки та машинознавства Одеського політехнічного інституту.
Обирався депутатом Одеської обласної ради депутатів трудящих.
Помер 22 листопада 2006 року в м. Одеса.

## Наукова діяльність
Основний напрямок наукової діяльності — вдосконалення конструкцій машин і приводів; дослідження в галузі жорсткості деталей, з'єднань і передач; розробка основ раціонального проектування машин і деталей.  Наприклад, рекомендації з визначення жорсткості гвинтів і відповідні розрахункові формули, подані в його спільній з А. А. Старосельським науковій статті в 1939 році, не втратили свого значення й до нашого часу: й сьогодні використовуються запропоновані ними формули у курсах деталей машин, по металорізальних верстатах, гвинтових пресах. За його редакцією був написаний підручник «Деталі машин», яків  сім раз був виданий російською мовою, перекладений  англійською, французькою, іспанською, арабською, китайською мовами. У 1999 році підручник «Деталі машин» вже особисто К. І. Заблонського був виданий українською мовою.                                  
Є автором 430 наукових праць, в тому числі 11  монографій і 25 винаходів. Підготував 5 докторів і 45 кандидатів технічних наук.
Створив у масштабі інституту унікальну лабораторію технічних засобів навчання (ЛТОУП), яку міністр вищої та середньої освіти УРСР подавав як зразок для поширення в усіх вузах України. Активно займався видавничою діяльністю: був редактором республіканських збірників «Деталі машин», «Детали машин и подъемно-транспортные машины», «Теория механизмов и машин», членом редколегії журналу «Технология и организация производства».

## Деякі праці
- Встроенные редукторы / К. И. Заблонский, А. Е. Шустер. — К. : Техніка, 1969. — 176 с.
- Влияние конструктивных форм деталей машин на их долговечность / К. И. Заблонский, С. Л. Мак. — К. : Техника, 1971. — 134 с.
- Зубчатые передачи. Распределение нагрузки в зацеплении. — К. : Техніка, 1977. — 208 с.
- Основы проектирования машин: учебное пособие для студентов машиностроительных  и механико-технологических  специальностей вузов. — К. : Вища шк., 1981. — 312 с.
- Анализ структуры расчетных зависимостей привода // Детали машин. — К., 1992. — Вып. 54. — С. 15 — 22.
- Жесткость как фактор, определяющий рациональность конструкции зубчатой передачи // Труды  Одесского политехнического университета. — Одесса, 1998. — Вып. 1 (15). –  С. 72 — 75.
- Деталі машин: підручник. — Одеса: Астропринт, 1999. — 404 с.

## Нагороди
- Ордени Леніна, Вітчизняної війни ІІ ст., Дружби народів, «Знак Пошани».
- Медалі «За бойові заслуги», «За оборону Кавказу», «За перемогу над Німеччиною у Великій Вітчизняній війні 1941—1945 рр.».
- Почесна Грамота Президії Верховної Ради Української РСР.

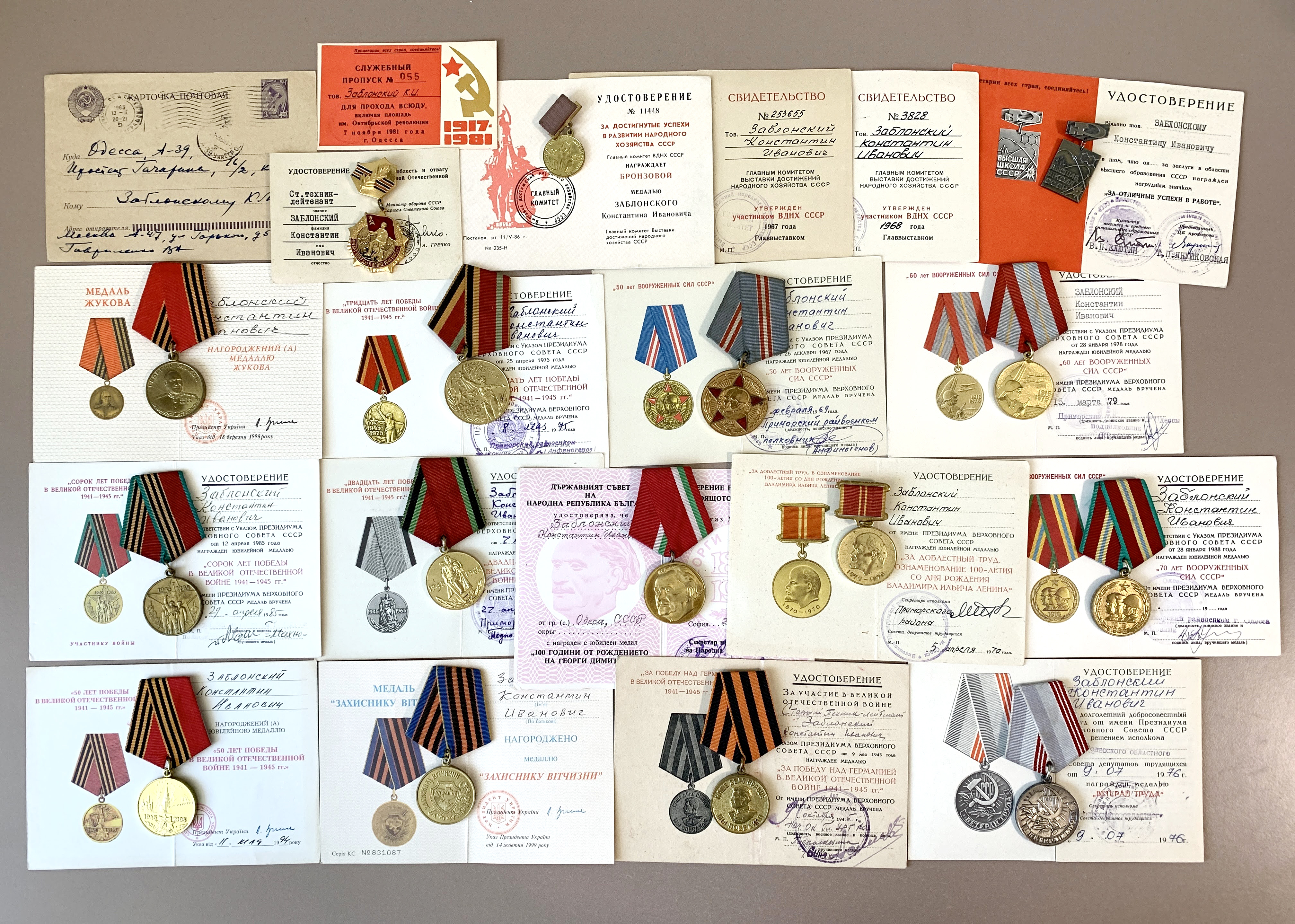
Заблонський Костянтин Іванович — Набір державних нагород

- Знак «Відмінник освіти України».
- Заблонський Костянтин Іванович — Набір державних нагород